# Leinegraben
Der Leinegraben ist eine Niederung im südlichen Niedersachsen, zu kleineren Teilen auch im Nordosten Hessens. Sie erstreckt sich etwa 48 km lang in ungefähr süd-nördlicher Richtung entlang der namensgebenden Leine von Arenshausen über Friedland, Göttingen und Northeim bis Einbeck.
Der bis 8 km breite Kerngraben zwischen Friedland und Northeim, wo eine Störung durchquert wird, zeichnet sich durch besonders markante Bruchränder aus und ist 34 km lang. Eine Einengung auf zwei Kilometer bei Nörten-Hardenberg teilt ihn in den Göttinger Leinegraben im Süden und den Northeimer Leinegraben im Norden.
Bei Einbeck geht der Leinegraben nach Nordosten fließend in die Ilme-Senke der Ilme und ihrer Zuflüsse über, mit der er zusammen die naturräumliche Haupteinheit Leine-Ilme-Senke bildet. Unmittelbar östlich Einbecks verlässt die Leine die Niederung über ein Durchbruchstal zwischen Salzderhelden und Kreiensen.
Der Leinegraben bildet auch einen etwas anders abgegrenzten geologischen Strukturraum, der nach Süden das Einzugsgebiet der Leine verlässt und südöstlich Witzenhausens die Werra erreicht.

## Geologie
Im Untergrund des Leinegrabens findet sich Keuper, während sich östlich und westlich eine dem Leinebergland zugeordnete Schichtstufenlandschaft aus Buntsandstein (Burg Hardenberg) und Muschelkalk (Burg Plesse) erhebt. In normaler Schichtenfolge würde man den jüngeren Keuper oberhalb der anderen beiden Schichten erwarten (Germanische Trias).
Der Leinegraben wird heute meist als Grabenbruch in der Mittelmeer-Mjösen-Zone mit „rheinischem Streichen“ gedeutet. Ähnlich wie der Oberrheingraben wird der Leinegraben im Westen von Basaltvorkommen begleitet (Hoher Hagen, Steinbrüche bei Adelebsen). Während der Höhenunterschied an der Verwerfung auf der Ostseite meist sehr deutlich zu erkennen ist (Wieter bei Northeim, Göttinger Wald), ist der Anstieg im Westen weniger ausgeprägt.
Innerhalb des Grabens sind einige Höhenzüge aus Rhät stehen geblieben.

## Naturräumliche Gliederung
Die Leine-Ilme-Senke als Teil des Niedersächsischen Berglandes gliedert sich wie folgt:
- (zu 37 Weser-Leine-Bergland)
  - 372 Leine-Ilme-Senke
    - 372.0 Einbeck-Markoldendorfer Becken (Ilme-Senke)
    - 372.1 Northeimer Keuperhügelland (Schwelle zwischen Leinegraben, Moringer Becken und Ilme-Senke)
    - 372.2 Northeimer Leinegraben (Ostflügel)
    - 372.3 Leineaue
    - 372.4 Moringer Beckenlandschaft (westliches Nebenbecken bei Moringen)
    - 372.5 Göttinger Leinegraben (Ostflügel)
    - 372.6 Göttinger Leinegraben (Westflügel)
    - 372.7 Oberer Leinegraben

## Bedeutung für den Menschen
Der Leinegraben ist mit Lössboden bedeckt und ermöglicht gute Landwirtschaft.
Als Handelsweg war der Leinegraben spätestens im 10. Jahrhundert mit dem Aufblühen der Schifffahrt auf der parallelen Weser zweitrangig. Dort, wo er von Ost-West-Straßen gekreuzt wurde, entwickelten sich Handels- und Hansestädte wie Einbeck, Northeim und Göttingen. Auch die Königspfalz Grona in Göttingen-Grone befand sich oberhalb eines Zugangs zum Leinegraben.
Heute verlaufen die alte Nord-Süd-Strecke und die Schnellfahrstrecke Hannover–Würzburg abschnittsweise durch den Leinegraben, die Bundesautobahn 7 verläuft von Northeim bis Göttingen-Weende oberhalb dessen westlichen Randes.
Koordinaten: 51° 38′ N, 9° 55′ O